# 東京西海
東京西海株式会社（とうきょうさいかい、英: Tokyo Saikai Co., Ltd.）は、東京都世田谷区に本社を置く陶磁器ブランド運営会社である。

## 概要
長崎県波佐見町に拠点を構える陶磁器商社・西海陶器（1946年創業）のグループ企業として、2013年に設立。波佐見焼による製品の企画開発、ブランド運営を行なっている。
「ウェルビーイングを求める生活者に対して、日々の暮らしの質を高めるロングライフのブランドとサービスを提供することにより、全ての関わる人や産地と共に創るビジネスのあり方を実現する」というミッションステートメントを掲げている。
創業者・児玉賢太郎は、西海陶器株式会社 代表取締役社長を兼任。父は、波佐見焼の認知とブランド化に尽力した西海陶器 会長・児玉盛介。2023年5月、テレビ東京「日経スペシャル カンブリア宮殿」において、親子2代にわたる取り組みが紹介された。

## 運営ブランド
- HASAMI PORCELAIN（篠本拓宏）
- Common（角田陽太）
- sabato（ドリルデザイン、アオイ・フーバー）
- NUPPU（マイヤ・プオスカリ）
- Yoko Andersson Yamano（山野アンダーソン陽子）→2024年3月1日よりブランド名を「Cords」に改称[7]
- Ha’（セバスチャン・バーン）
- ALONGU 明論具（倉本仁）

## 事業所
2023年10月24日、ギャラリースペース、ワークスペース、ガーデンテラスからなるショールーム「Tokyo Saikai Showcase」を本社1階にオープン。設計は、増田信吾+大坪克亘が担当した。